# Arnold Oss

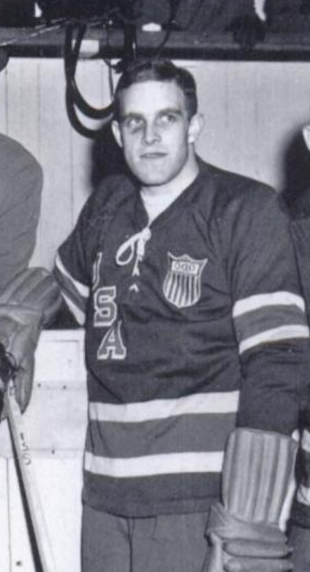
Arnie Oss

Arnold Carl Oss junior (* 18. April 1928 in Minneapolis, Minnesota; † 10. November 2024 in Rio Verde, Arizona) war ein US-amerikanischer Eishockeyspieler.

## Karriere
Arnold Oss besuchte das Dartmouth College, für dessen Eishockeymannschaft er parallel zu seinem Studium spielte. Dort konnte er sich für die Winterspiele 1952 empfehlen, nach denen er seine Karriere als Eishockeyspieler beendete. 

### International
Für die USA nahm Oss an den Olympischen Winterspielen 1952 in Oslo teil, bei denen er mit seiner Mannschaft die Silbermedaille gewann. 

## Erfolge und Auszeichnungen
- 1952 Silbermedaille bei den Olympischen Winterspielen